# Torit (ort)
Torit är en ort i Sydsudan, huvudort i delstaten Eastern Equatoria och i länet Torit. Den ligger i den sydöstra delen av landet, 120 kilometer öster om huvudstaden Juba.